# Global mobile Suppliers Association
La Global mobile Suppliers Association (GSA) est une organisation à but non lucratif représentant des entreprises de téléphonie mobile engagées dans la fourniture d'infrastructures, de semi-conducteurs, d'équipements de test, d'appareils, d'applications et de services d'assistance mobile.

## Membres

### Membres exécutifs
- Ericsson
- Huawei
- Intel
- Nokia
- Qualcomm
- Samsung
- ZTE

### Membres
- Casa Systems
- Approve-IT
- Université Queen's de Belfast

### Associés
- Australia Communications and Media Authority
- Autorité de régulation des communications électroniques, des postes et de la distribution de la presse
- Anterix
- AeroMobile
- Analysys Mason
- Altman Vilandrie & Company
- Commission for Communications Regulation (en)
- CTIA (organization) (en)
- Dekra Automotive
- Digital14
- Doro
- European Communications Office
- Innovation, Sciences et Développement économique Canada
- Federal Telecommunications Institut (en)
- Infocomm Media Development Authority (en)
- Korea Information Society Development Institute
- LSG Innovations
- LLC Spectrum Management
- Loon
- MRT Technology
- Philips
- Plum Consulting
- Quectel Wireless Solutions
- Rohde & Schwarz
- Schindler
- SpiderCloud Wireless (en)
- Syniverse (en)
- The Buffalo Group
- Viavi Solutions (en)